# Морозко Євгеній Георгійович
Євге́ній Гео́ргійович Моро́зко (нар. 15 лютого 1993) — український футболіст, лівий півзахисник рівненського «Вереса».

## Життєпис
Євгеній Морозко народився 15 лютого 1993 року. У ДЮФЛУ виступав у складі столичних клубів «Арсенал» (2008, 2009—2010) та «Атлет» (2009). В 2011 році уклав свій перший професіональний контракт, зі столичним «Арсеналом», у кладі якого зіграв 1 матч у молодіжній першості. В 2012 році перейшов до складу «Севастополя-2». Дебютував на професіональному рівні 12 квітня 2012 року в виїзному матчі 18-го туру групи Б другої ліги чемпіонату України проти горностаївського «Миру». В тому матчі севастопольці поступилися з рахунком 0:2. Євгеній вийшов на поле на 90-ій хвилині, замінивши Володимира Сечіна. За час свого перебування в «Севастополі-2» зіграв 17 матчів.
В 2013—2014 роках захищав кольори вишгородського «Діназу», який виступав у чемпіонаті Київської області.
З 2015 року виступає в ковалівському «Колосі». В складі цього клубу відзначився першим голом у професіональній кар'єрі. Сталося це 30 серпня 2015 року в виїзному матчі 6-го туру другої ліги чемпіонату України проти кременчуцького «Кременя». Матч завершився перемогою «Колоса» з рахунком 3:1. Морозко вийшов на поле на 76-ій хвилині, замінивши Василя Коропецького.
31 серпня 2021 стало відомо, що Морозко перейшов на правах оренди в першолігове «Полісся», з яким згодом підписав повноцінний контракт. З командою став переможцем Першої ліги, за що отримав звання «Майстер спорту України».
У лютому 2024 року на правах оренди перейшов у «Верес». 2 березня того ж року дебютував у футболці рівнян в рамках УПЛ у виїзній грі проти полтавської «Ворскли» (1:2). Перший м'яч за «Верес» провів 19 травня у домашньому матчі проти «Олександрії» (2:2). 30 червня 2024 року підписав повноцінний річний контракт із рівнянами.

## Досягнення

### На професіональному рівні
- Друга ліга:
  -  Переможець (1): 2015/16

### На любительському рівні
- Чемпіонат України серед аматорів:
  -  Бронзовий призер (1): 2015

- Меморіал Олега Макарова:
  -  Володар (3): 2015

### Індивідуальні
- Майстер спорту України: 2024[6]